# Оглайне
О́глайне (латыш. Oglaine) — населённый пункт в Елгавском крае Латвии. Входит в состав Вирцавской волости.
По данным на 2015 год, в населённом пункте проживало 168 человек. В селе сохранилась усадьба XIX века — памятник архитектуры местного значения.

## История
В советское время населённый пункт входил в состав Вирцавского сельсовета Елгавского района. В селе располагалась центральная усадьба совхоза «Вирцава».